# Wade Redden

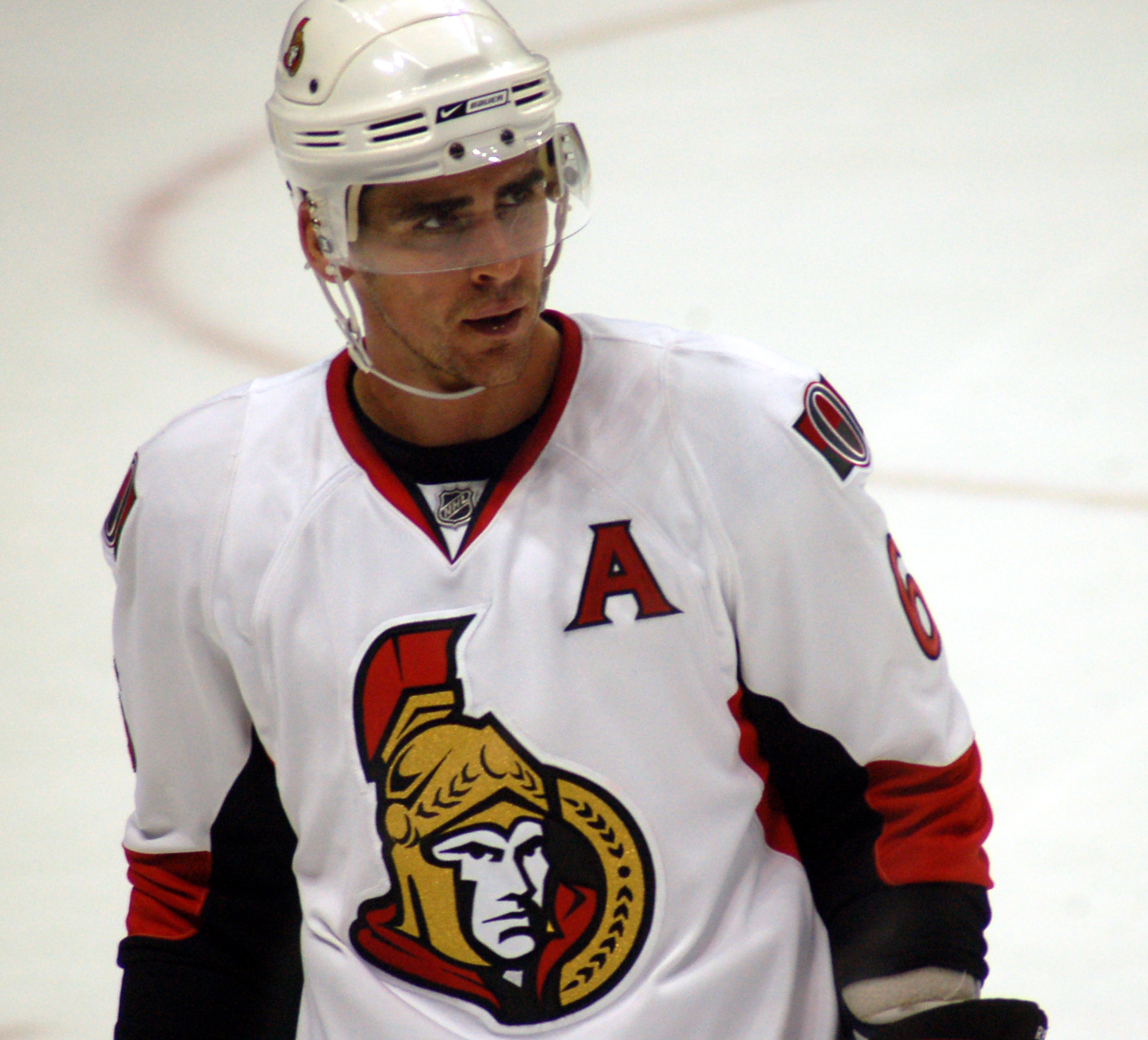
Wade Redden i Ottawa Senators.

Wade Redden, född 12 juni 1977 i Lloydminster, Saskatchewan, är en kanadensisk före detta professionell ishockeyspelare. Redden spelade för Ottawa Senators, New York Rangers, St. Louis Blues och Boston Bruins i NHL. 

## Spelarkarriär
Redden inledde sin NHL-karriär i Ottawa Senators, där han spelade elva säsonger. Sommaren 2008 skrev han på ett sexårskontrakt med New York Rangers, men lyckades under de två inledande säsongerna inte leva upp till förväntningarna, varför han inför säsongen 2010-2011 förpassades till farmarlaget Connecticut Whale i AHL där han spelade i två år innan Rangers i januari 2013 köpte ut hans kontrakt och Redden blev fri att skriva på för andra klubbar och hamnade i Blues.
Wade Redden deltog i OS 2006 i Turin där Kanada kom på sjunde plats. Hans största framgång på den internationella ishockeyscenen är guldet i World Cup 2004.
9 januari 2014 meddelade Redden att han avslutar karriären.

## Statistik

### Klubbkarriär
| 1992–93    | Lloydminster Blazers | AJHL       | 34   | 4   | 11  | 15  | 64  | —   | —  | —  | —  | —  |
| 1993–94    | Brandon Wheat Kings  | WHL        | 64   | 4   | 35  | 39  | 98  | 14  | 2  | 4  | 6  | 10 |
| 1994–95    | Brandon Wheat Kings  | WHL        | 64   | 14  | 46  | 60  | 83  | 18  | 5  | 10 | 15 | 8  |
| 1995–96    | Brandon Wheat Kings  | WHL        | 51   | 9   | 45  | 54  | 55  | 19  | 5  | 10 | 15 | 19 |
| 1996–97    | Ottawa Senators      | NHL        | 82   | 6   | 24  | 30  | 41  | 7   | 1  | 3  | 4  | 2  |
| 1997–98    | Ottawa Senators      | NHL        | 80   | 8   | 14  | 22  | 27  | 9   | 0  | 2  | 2  | 2  |
| 1998–99    | Ottawa Senators      | NHL        | 72   | 8   | 21  | 29  | 54  | 4   | 1  | 2  | 3  | 2  |
| 1999–00    | Ottawa Senators      | NHL        | 81   | 10  | 26  | 36  | 49  | —   | —  | —  | —  | —  |
| 2000–01    | Ottawa Senators      | NHL        | 78   | 10  | 37  | 47  | 49  | 4   | 0  | 0  | 0  | 0  |
| 2001–02    | Ottawa Senators      | NHL        | 79   | 9   | 25  | 34  | 48  | 12  | 3  | 2  | 5  | 6  |
| 2002–03    | Ottawa Senators      | NHL        | 76   | 10  | 35  | 45  | 70  | 18  | 1  | 8  | 9  | 10 |
| 2003–04    | Ottawa Senators      | NHL        | 81   | 17  | 26  | 43  | 65  | 7   | 1  | 0  | 1  | 2  |
| 2005–06    | Ottawa Senators      | NHL        | 65   | 10  | 40  | 50  | 63  | 9   | 2  | 8  | 10 | 10 |
| 2006–07    | Ottawa Senators      | NHL        | 64   | 7   | 29  | 36  | 50  | 20  | 3  | 7  | 10 | 10 |
| 2007–08    | Ottawa Senators      | NHL        | 80   | 6   | 32  | 38  | 60  | 4   | 0  | 1  | 1  | 11 |
| 2008–09    | New York Rangers     | NHL        | 81   | 3   | 23  | 26  | 51  | 7   | 0  | 2  | 2  | 0  |
| 2009–10    | New York Rangers     | NHL        | 75   | 2   | 12  | 14  | 27  | —   | —  | —  | —  | —  |
| 2010–11    | Hartford Wolf Pack   | AHL        | 70   | 8   | 34  | 42  | 46  | 6   | 0  | 6  | 6  | 0  |
| 2011–12    | Connecticut Whale    | AHL        | 49   | 4   | 16  | 20  | 26  | 9   | 0  | 1  | 1  | 8  |
| 2012–13    | St. Louis Blues      | NHL        | 23   | 2   | 3   | 5   | 11  | —   | —  | —  | —  | —  |
| 2012–13    | Boston Bruins        | NHL        | 6    | 1   | 1   | 2   | 0   | 5   | 1  | 1  | 2  | 0  |
| NHL totalt | NHL totalt           | NHL totalt | 1023 | 109 | 348 | 457 | 665 | 106 | 13 | 36 | 49 | 55 |

### Internationellt
| År            | Lag           | Turnering     |    | Matcher | Mål | Assist | Poäng | Utv |
| ------------- | ------------- | ------------- | -- | ------- | --- | ------ | ----- | --- |
| 1995          | Kanada        | JVM           | 7  | 3       | 2   | 5      | 0     |     |
| 1996          | Kanada        | JVM           | 6  | 0       | 2   | 2      | 2     |     |
| 1999          | Kanada        | VM            | 10 | 1       | 2   | 3      | 6     |     |
| 2001          | Kanada        | VM            | 7  | 0       | 3   | 3      | 25    |     |
| 2004          | Kanada        | WC            | 2  | 0       | 1   | 1      | 0     |     |
| 2005          | Kanada        | VM            | 9  | 2       | 3   | 5      | 2     |     |
| 2006          | Kanada        | OS            | 6  | 1       | 0   | 1      | 0     |     |
| Junior totalt | Junior totalt | Junior totalt | 13 | 3       | 4   | 7      | 2     |     |
| Senior totalt | Senior totalt | Senior totalt | 34 | 4       | 9   | 13     | 33    |     |